# Корыльга
Корыльга — река в России, протекает по Томской области. Устье реки находится в 31 км по правому берегу протоки Когода, впадающей в протоку Казальцевскую, впадающую в Обь в 2134 км по правому берегу. Длина реки составляет 92 км, площадь водосборного бассейна 738 км².

## Бассейн
- Чунджелька (лв)
  - Малая Речка (пр)
  - Варга-Чунджелька (лв)
  - Кыпа-Чунджелька (пр)
- Ноухо (лв)

## Данные водного реестра
По данным государственного водного реестра России относится к Верхнеобскому бассейновому округу, водохозяйственный участок реки — Обь от впадения реки Васюган до впадения реки Вах, речной подбассейн реки — Васюган. Речной бассейн реки — (Верхняя) Обь до впадения Иртыша.